# Waikerí
Les Waikerí ou Guaiqueríes sont un peuple indigène du nord du Venezuela.

## Description
Le mot signifie « hommes » ou « personnes ». Ils peuvent avoir été liés au peuple Warao, ou aux Arawaks ou aux Cumanagotos. Les Waikerí vient principalement sur les îles côtières du Venezuela d'Isla Margarita, Cubagua et Coche, ainsi que dans les zones côtières voisines du continent, comme la péninsule d'Araya.
Selon Alexander von Humboldt, les Waikerí disaient que leur langue et celle des Warao étaient liées.
Les Waikerí sont une société fondée sur le principe de parenté matrilinéaire. Auparavant, ils ne reconnaissaient que la lignée familiale du côté maternel, mais de nos jours, ils sont capables de s'identifier à la fois du côté maternel et du côté paternel.
Les Waikerís établissent généralement leur domicile dans la maison parentale de la mariée.